# Sayed Mustafa Kazemi

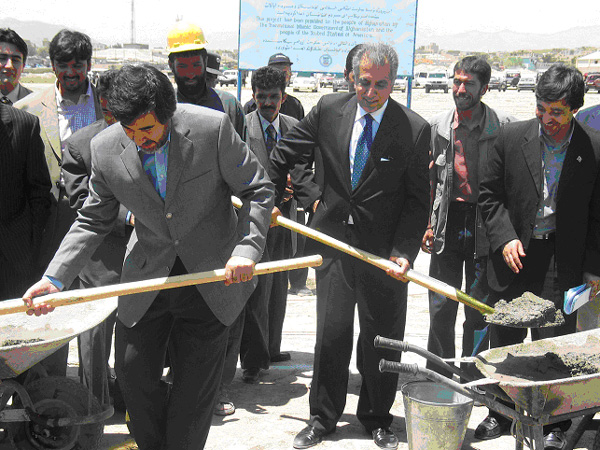
Politiker Sayed Mustafa Kazemi beim Spatenstich mit Zalmay Khalizad im Jahr 2004.

Sayed Mustafa Kazemi (persisch سید مصطفی کاظمی; * 1959 in der Provinz Parwan; † 6. November 2007 in der Provinz Baglan) war ein afghanischer Politiker.
Nach der sowjetischen Intervention in Afghanistan im Jahr 1979 floh Kazemi in den Iran und schloss sich dort der von Mohammed Akbari geführten Pasdaran-Widerstandsgruppe an, die 1987 zusammen mit anderen schiitischen Gruppierungen in der Islamischen Einheitspartei Afghanistans (Hezb-e Wahdat) aufging. Ende der 1980er Jahre kehrte er nach Afghanistan zurück. Bei der Aufspaltung der Hezb-e Wahdat schloss sich Kazemi dem Flügel von Abdulali Mazari an.
Im Kampf gegen die Taliban trat er 1996 zusammen mit der Hezb-e Wahdat der Nationalen Islamischen Vereinigten Front bei, die später als Nordallianz bekannt wurde.
Nach der Entmachtung der Taliban im Jahr 2001 nahm er als einer von elf Delegierten der Nordallianz an der Afghanistankonferenz auf dem Bonner Petersberg teil. In der durch das Abschlussdokument eingesetzten Interimsregierung nahm er der Posten des Handelsministers ein, den er auch in der 2002 vereidigten Übergangsregierung weiterführte. Im Zuge der Kabinettsumbildung nach den Präsidentschaftswahlen im Oktober 2004 verlor er seinen Posten und wurde als Handelsminister von dem Paschtunen Hidayat Amin Arsala abgelöst. Daraufhin gründete er mit anderen ehemaligen Mitgliedern der Nordallianz die Nationale Vereinigte Front, ein gegen die von Hamid Karzai geführte Regierung gerichtetes Oppositionsbündnis, zu dessen Sprecher er gewählt wurde.
Am 6. November 2007 wurde Kazemi Opfer eines Selbstmordanschlags nördlich von Kabul in der Provinz Baghlan, bei dem 26 Menschen getötet wurden, darunter neben Kasimi noch vier weitere Parlamentsabgeordnete.